# Club Social y Deportivo San Antonio Unido
O Club Social y Deportivo San Antonio Unido é um clube de futebol do Chile, da cidade de San Antonio, Região de Valparaíso. Foi fundado no dia 21 de julho de 1961. Atualmente disputa a terceira divisão do Campeonato Chileno (Segunda División Profesional do Chile).

## História
O San Antonio Unido foi fundado em 1961, tentando motivar futebolísticamente San Antonio, uma cidade portuária e em crescimento provocados pela emigração. Em 1961 o clube adotou o nome San Antonio Unido Portuario (SAUP) para obter apoio da companhia que comandava o porto da cidade. Em 1964 o time voltou a sua nomenclatura inicial, e representou a cidade até 1983, quando caiu para a Terceira Divisão do Chile, e não participou dela, entrando em recesso do futebol. O recesso durou 8 anos, quando o clube foi refundado em 1991. Desde o seu retorno até os dias de hoje, o clube segue estagnado na terceira divisão chilena.

## Títulos
| NACIONAIS | NACIONAIS                      | NACIONAIS | NACIONAIS  |
|           | Competição                     | Títulos   | Temporadas |
| --------- | ------------------------------ | --------- | ---------- |
|           | Torneio Apertura da 2ª divisão | 1         | 1970       |

## Ligações Externas
- «Sítio oficial» (em espanhol)